# Glenea pseudoluctuosa
Glenea pseudoluctuosa é uma espécie de escaravelho da família Cerambycidae.